# ایرل بلومنور
ایرل بلومنور (به انگلیسی: Earl Blumenauer) نمایندهٔ حوزه انتخابیه سوم اورگن از حزب دموکرات ایالات متحده آمریکا در مجلس نمایندگان ایالات متحده آمریکا است که برای نخستین‌بار در ۲۱ مه ۱۹۹۶ میلادی به‌عضویت این مجلس درآمد.